# Epirhyssa pyrrha
Epirhyssa pyrrha är en stekelart som beskrevs av Porter 1978. Epirhyssa pyrrha ingår i släktet Epirhyssa och familjen brokparasitsteklar. Inga underarter finns listade i Catalogue of Life.